# 伊藤秀範
伊藤 秀範（いとう ひでのり、1982年8月22日 - ）は、神奈川県横浜市出身の元プロ野球選手（投手、右投右打）・コーチ。

## 経歴

### アマチュア～四国アイランドリーグ時代
横浜市立市ヶ尾中学校卒業後、駒場学園高校に入学。那須野巧とは高校の同期で当時エースナンバーは伊藤が背負っていたが、プロ入りは那須野が先となった（伊藤は那須野のことを「身近な目標」と語っている）。卒業後は本田技研工業に入社して狭山野球部に所属。同期に尾形佳紀（現・広島スカウト）がいる。
狭山野球部では選手層が厚く登板機会に恵まれなかったことから、四国アイランドリーグのトライアウトを受験し合格、2005年に香川オリーブガイナーズに入団。1年目のシーズンからエースとして12勝を挙げ、最多勝利のタイトルを獲得。2006年シーズンはチーム最多の11勝を挙げ､チームの総合優勝に貢献した。
2006年11月21日に行われたプロ野球ドラフト会議の育成選手枠を対象とした2次指名で、東京ヤクルトスワローズから1巡目で指名を受けた。2006年12月7日契約。獲得の決め手となったのは、2006年11月15日の秋季キャンプ中の、香川対ヤクルトの練習試合における好投である。ヤクルトは前年育成枠での獲得に否定的な見解を示していたが、この試合での好投が監督の古田敦也の目に止まり、監督の要望で指名されることになった。なお試合は9対5で香川が勝っている。

### NPB時代
2007年シーズンは育成枠でスタート。背番号105は担当スカウトだった岡林洋一の現役時代の背番号15の間に0を入れたものである。オープン戦に育成選手が出場できることが決まり、3月17日付けで初の一軍合流を果たした。3月20日の対中日ドラゴンズ戦で、オープン戦初登板初先発初勝利。ほぼベストメンバーの中日に対し、5回3被安打2四球1失点と結果を残したことから、一軍の公式戦に出場可能となる支配下選手への登録が決まった。3月26日正式に支配下選手登録を発表。背番号も52に変更。背番号52は香川オリーブガイナーズ時代のトレーナー、川畑勇一がヤクルト時代つけていた背番号である。推定年俸600万で再契約している。開幕一軍メンバーにも抜擢されたが、シーズン開始後は痛打を浴びて二軍降格。ファームでも良い時と悪い時の差がはっきりしていたが、投手不足から8月23日に再度一軍に昇格した。9月7日の中日ドラゴンズ戦で公式戦初先発するも、2回を8被安打・6失点で敗戦投手となった。
2008年シーズンは二軍スタート。8月3日付けで一軍登録され、8月4日の広島東洋カープ戦で11ヶ月ぶりの先発となったが、1イニングを4安打2失点の内容で1回のみで交代となった。8月11日に一軍選手登録を抹消。10月7日、戦力外通告を受けた。その後12球団合同トライアウトに参加した。

### BCリーグ時代
2009年1月6日、元香川の芦沢真矢が監督を務めるベースボール・チャレンジ・リーグの新潟アルビレックス・ベースボール・クラブへの入団が決まり、3年ぶりに独立リーグに復帰。背番号は香川時代と同じ14番を付けた。この年は12勝8敗1セーブで防御率2.32の成績を収めたが、2009年のシーズン終了後、自らの申し出により退団した。本人は現役を続ける意思を表明していた。

### アイランドリーグへの復帰と引退
2009年12月17日、古巣である香川オリーブガイナーズに翌年から復帰することが発表された。背番号は以前の在籍時と同じ14番である。
2011年6月29日、選手契約の解除を受け、現役を引退。成績不振で辞任した天野浩一の後を受け、香川の投手コーチに就任した。この転身は、肩の不調に加え、監督の西田真二から「苦しんだ経験を生かし、若手を育ててくれ」という要望を受けたことが大きかったという。

### 香川コーチ時代
コーチ在任中にチームの投手の中から冨田康祐・又吉克樹・寺田哲也・篠原慎平・松本直晃の5人がNPBのドラフト指名（冨田と篠原は育成選手枠）を受けた。このうち又吉については話し合いながらフォームを矯正してリーグ史上最高の2位指名を勝ち取り、スカウトからは「よくここまで伸ばした。ありがとう」と言われたという。また、篠原は肩の故障で愛媛マンダリンパイレーツを退団後、トライアウトを受けた際に140キロの投球が可能なことを見て「能力はやはり高い。ちゃんとフォームを修正したら復活の余地はあると思います」と監督の西田に進言して香川に入団させたと述べている。2016年のシーズン終了後、香川のコーチを退任することが発表された。

### 軟式野球時代
コーチ退任後は就職活動を行いながらも野球を続けたい方針を語っており、軟式野球のチームにコーチとして声もかかっているとインタビューに答えていた。
2017年には鹿児島県の運送会社・鹿児島トランスポートに就職して、同社の軟式野球部で投手として現役復帰した。チームには同じく四国アイランドリーグ出身者が他にも3名在籍していた。ほか、野球教室での講師も務めた。2020年時点では同部の選手リストに名前はなかった。

### 信濃コーチ時代
2021年2月18日、ベースボール・チャレンジ・リーグの信濃グランセローズ投手コーチに就任することが発表された。プロ球団のコーチには5年ぶりの復帰となる。3シーズン務め、2023年のシーズン終了後に「本人の申し出」による退任が発表された。

## 人物
- 憧れのプロ野球選手は伊藤智仁で、伊藤の決め球である高速スライダーは、伊藤智仁を参考に習得したものである。
- 伊藤智仁選手の背ネーム「T.ITOH」の様に「H.ITOH」を着ける予定だったが、石井一久と石井弘寿の時の様に「ITOH」となっていた。

## 詳細情報

### 年度別投手成績
| 年 度     | 球 団     | 登 板 | 先 発 | 完 投 | 完 封 | 無 四 球 | 勝 利 | 敗 戦 | セ 丨 ブ | ホ 丨 ル ド | 勝 率 | 打 者 | 投 球 回 | 被 安 打 | 被 本 塁 打 | 与 四 球 | 敬 遠 | 与 死 球 | 奪 三 振 | 暴 投 | ボ 丨 ク | 失 点 | 自 責 点 | 防 御 率 | W H I P |
| --------- | --------- | ----- | ----- | ----- | ----- | -------- | ----- | ----- | -------- | ----------- | ----- | ----- | -------- | -------- | ----------- | -------- | ----- | -------- | -------- | ----- | -------- | ----- | -------- | -------- | ------- |
| 2007      | ヤクルト  | 4     | 1     | 0     | 0     | 0        | 0     | 1     | 0        | 0           | .000  | 29    | 6.0      | 11       | 1           | 0        | 0     | 0        | 5        | 1     | 0        | 8     | 8        | 12.00    | 1.83    |
| 2008      | ヤクルト  | 1     | 0     | 0     | 0     | 0        | 0     | 0     | 0        | 0           | ----  | 6     | 1.0      | 4        | 0           | 0        | 0     | 0        | 0        | 0     | 0        | 2     | 2        | 18.00    | 4.00    |
| 通算：2年 | 通算：2年 | 5     | 1     | 0     | 0     | 0        | 0     | 1     | 0        | 0           | .000  | 35    | 7.0      | 15       | 1           | 0        | 0     | 0        | 5        | 1     | 0        | 10    | 10       | 12.86    | 2.14    |

### 記録
NPB
- 初登板：2007年3月31日、対中日ドラゴンズ2回戦（ナゴヤドーム）、7回裏に3番手で救援登板、1回2失点
- 初奪三振：2007年8月25日、対横浜ベイスターズ14回戦（明治神宮野球場）、8回表に村田修一から空振り三振
- 初先発登板：2007年9月7日、対中日ドラゴンズ18回戦（ナゴヤドーム）、2回6失点で敗戦投手

### 独立リーグでの投手成績
| 年 度    | 球 団    | 登 板 | 勝 利 | 敗 戦 | セ 丨 ブ | 完 投 | 防 御 率 | 投 球 回 | 打 者 | 被 安 打 | 被 本 塁 打 | 奪 三 振 | 与 四 球 | 与 死 球 | 失 点 | 自 責 点 | 暴 投 | ボ 丨 ク | 奪 三 振 率 | W H I P |
| -------- | -------- | ----- | ----- | ----- | -------- | ----- | -------- | -------- | ----- | -------- | ----------- | -------- | -------- | -------- | ----- | -------- | ----- | -------- | ----------- | ------- |
| 2005     | 香川     | 36    | 12    | 9     | 1        | 11    | 1.67     | 210.1    | 827   | 167      | 2           | 146      | 29       | 11       | 50    | 39       | 2     | -        | 6.25        | 0.93    |
| 2006     | 香川     | 35    | 11    | 5     | 2        | 9     | 1.84     | 156.2    | 609   | 121      | 5           | 127      | 23       | 4        | 38    | 32       | 3     | -        | 7.29        | 0.92    |
| 2009     | 新潟     | 24    | 12    | 8     | 1        | 15    | 2.32     | 186.0    | 741   | 173      | 4           | 115      | 20       | 4        | 63    | 48       | 4     | 0        | 5.56        | 1.04    |
| 2010     | 香川     | 27    | 3     | 2     | 1        | 0     | 2.29     | 55.0     | 222   | 57       | 1           | 33       | 9        | 2        | 19    | 14       | -     | -        | 5.40        | 1.20    |
| 2011     | 香川     | 15    | 1     | 1     | 0        | 0     | 6.19     | 16.0     | 77    | 26       | 3           | 9        | 5        | 0        | 14    | 11       | -     | -        | 5.06        | 1.94    |
| IL：4年  | IL：4年  | 113   | 27    | 17    | 4        | 20    | 1.97     | 438.0    | 1735  | 371      | 11          | 315      | 66       | 17       | 121   | 96       | 5     | -        | 6.47        | 1.00    |
| BCL：1年 | BCL：1年 | 24    | 12    | 8     | 1        | 15    | 2.32     | 186.0    | 741   | 173      | 4           | 115      | 20       | 4        | 63    | 48       | 4     | 0        | 5.56        | 1.04    |

- 各年度の太字はリーグ最高。

### 背番号
- 14 （2005年 - 2006年、2009年 - 2011年）
- 105 （2007年 - 2007年3月25日）
- 52 （2007年3月26日 - 2008年、2012年 - 2016年）
- 74 （2021年 - 2023年）